# Corynoptera commoda
Corynoptera commoda är en tvåvingeart som beskrevs av Hans-Georg Rudzinski 2006. Corynoptera commoda ingår i släktet Corynoptera och familjen sorgmyggor.
Artens utbredningsområde är Tyskland. Inga underarter finns listade i Catalogue of Life.